# Paul Jabara
Paul Jabara, né le 31 janvier 1948 à Brooklyn, New York, et mort le 29 septembre 1992 à Los Angeles, est un acteur et auteur-compositeur-interprète américain d'origine libanaise.
Il est l'auteur de plusieurs grands succès de la période disco aux États-Unis, dont la chanson Last Dance de Donna Summer, sortie sur son album Thank God It's Friday en 1978, ou The Main Event/Fight de Barbra Streisand sortie en 1979. Il a également coauteur avec Paul Shaffer de la chanson It's Raining Men, grand succès des Weather Girls sorti en 1983.

## Discographie

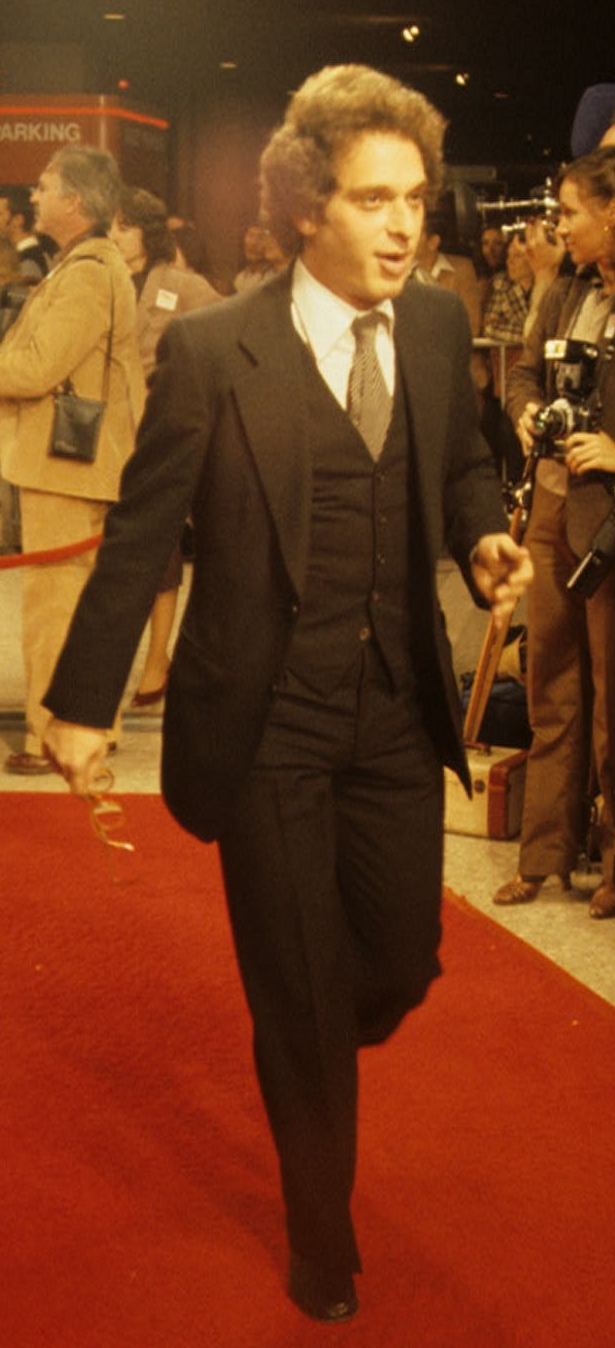
Paul Jabara en 1979.

- Shut Out (Casablanca Records, 1977)
- Keeping Time (Casablanca Records, 1978)
- The Third Album (Casablanca Records, 1979)
- Paul Jabara & Friends [avec The Weather Girls, Leata Galloway et Whitney Houston] (CBS Records, 1983)
- De La Noche: The True Story - A Poperetta [avec Leata Galloway] (CBS Records, 1986)

## Scène
- Hair (comédie musicale) - Original Broadway Cast
- Jesus Christ Superstar - Original London Cast - Roi Herod - 1972
- The Rocky Horror Picture Show - Los Angeles Production - Frank-N-Furter

## Filmographie

### Comme acteur
- 1969 : Médée (Medea) de Pier Paolo Pasolini : Pélias
- 1970 : Necropolis de Franco Brocani : Héliogabale
- 1978 : Dieu merci, c'est vendredi (Thank God It's Friday), de Robert Klane : Carl
- 1992 : Light Sleeper de Paul Schrader : Eddie

### Comme chanteur, parolier ou compositeur
- 1978 : Dieu merci, c'est vendredi (Thank God It's Friday), de Robert Klane (chanson Last Dance)

## Distinctions
- Oscars 1979 : Oscar de la meilleure chanson originale pour Last Dance dans Dieu merci, c'est vendredi